# Стефанидес, Теодор
Тео́дор Стефани́дес (англ. Theodore Stephanides, Тео́дорос Стефани́дис, греч. Θεόδωρος Στεφανίδης; 21 января 1896, Бомбей — 13 апреля 1983, Килберн, Лондон) — греческий поэт, писатель, врач и натуралист. Широкой публике наиболее известен как друг и учитель писателя и натуралиста Джеральда Даррелла, изображённый в ряде его автобиографических произведений.
Разносторонне одаренный, Стефанидес, помимо занятий наукой и медициной, также получил признание и в греческой, и в англоязычной литературе как поэт, писатель и переводчик; он перевел на английский язык значительное число греческих поэтических и эпических произведений.
Его труды по пресноводной флоре и фауне острова Корфу до сих пор считаются наиболее авторитетными.

## Биография
Теодор Стефанидес родился в Индии в греческой семье, приехавшей из Фессалии. Ранние годы провёл в Бомбее. В возрасте 11 лет, когда его отец вышел на пенсию, вернулся с семьёй в Грецию, на остров Корфу, где выучил греческий язык.
Во время Первой мировой войны Стефанидес служил артиллеристом, воевал на Македонском фронте. Затем участвовал в войне против Турции 1919—1922 годов.
В 1925 и 1926 годах опубликовал две книги переводной поэзии, но решил избрать другую профессию и в 1929 году отправился в Париж, чтобы изучать медицину.
Стефанидес вернулся на Корфу в 1930 году и открыл первый на острове рентген-кабинет. Вскоре после этого он женился на Марии Александер, внучке бывшего британского консула, имевшей английские и греческие корни.
В 1933 году, по заданию органов здравоохранения Корфу, занялся полевыми исследованиями с целью установления мест, требующих проведения антималярийных мероприятий. Примерно в это время, в 1936 году, Стефанидес был представлен семье Дарреллов, в том числе Джеральду и Лоренсу Дарреллам, для которых стал другом на всю жизнь. Позднее Стефанидес организовал отправку лекарств от Лоренса Даррелла в британское посольство на Кипре (о чём упомянуто в книге «Spirit of Place: Letters and Essays on Travel», 1969). Он также стал одним из первых читателей книг «Моя семья и другие звери» Джеральда Даррелла и «The Greek Islands» Лоренса Даррелла, став их неформальным, но крайне дотошным редактором.
В 1938—1939 годах Стефанидес работал в Салониках в антималярийной службе, организованной Фондом Рокфеллера, периодически возвращаясь на Корфу. В июне 1940 года Стефанидес окончательно покинул Корфу, отправившись на Кипр, где вступил в ряды медицинского корпуса британской армии.
С 1939 по 1945 годы, во время Второй мировой войны, Стефанидес был врачом в медицинском корпусе британской армии в Греции, на Крите, Сицилии и в Сахаре. Будучи очевидцем высадки на Крит немецких воздушно-десантных войск в апреле 1941 года и последующего отступления британских и союзнических войск, он рассказал об этих событиях в своей книге «Climax in Crete» («Кульминация на Крите»; 1946 г.), где выступил с критикой военной политики союзников. Мемуары эти получили широкую известность. Родители Стефанидеса и многие друзья погибли на Корфу в 1943 году из-за обстрелов и бомбёжек. Жена и дочь Стефанидеса, жившие в Лондоне, из-за налётов германской авиации в 1940-41 годах переехали к Дарреллам в Борнмут.

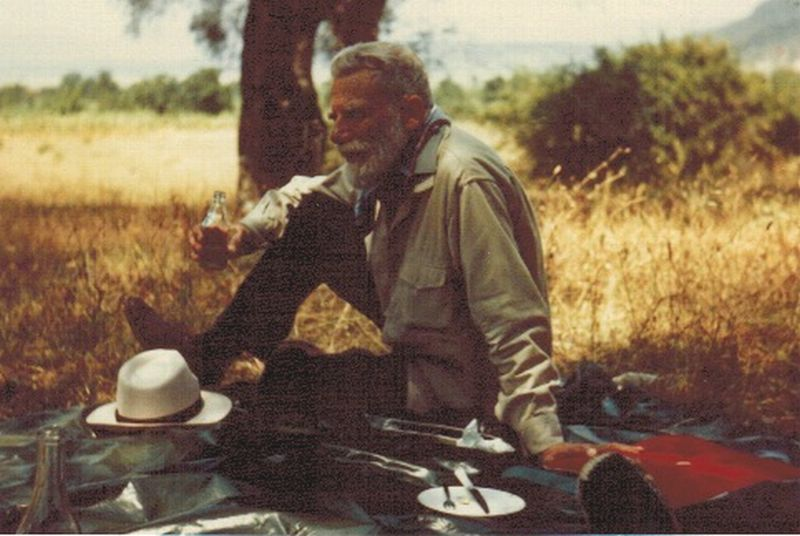
Теодор Стефанидис на Корфу, 1967 год

После войны Стефанидес вернулся к семье в Лондон, получив работу радиолога в госпитале Святого Фомы. Здесь он проработал с 1945 по 1961 год. В этот же период им были изданы две известные научные работы: «The Microscope and the Practical Principles of Observation» (1947) — руководство по микроскопии, и главный его труд «A Survey of the Freshwater Biology of Corfu and of Certain Other Regions of Greece» (1948).
Вышедшие один за другим сборники стихов «The Golden Face» (1965) и «The Cities of the Mind» (1969) получили тёплый приём и закрепили за Стефанидесом репутацию поэта. В 1973 году был опубликован следующий поэтический сборник «Worlds in a Crucible». Одновременно Стефанидес выпустил множество переводов стихов известного греческого поэта Костиса Паламоса. В завершение этого цикла, уже после смерти Стефанидеса, в 1985 году вышла книга «Kostis Palamas: A Portrait and an Appreciation including Iambs and Anapaests and Ascraeus». Другой широко известный перевод с греческого, поэма «Эротокритос», также вышла посмертно, в 1984 году. Среди других известных книг Стефанидеса — «Island Trails» («Островные тропы») (1973), документальное описание Корфу и Ионических островов, ставшая библиографической редкостью.
В 2011 году была опубликована книга «Autumn Gleanings», в которую вошли воспоминания о Корфу (главным образом о Лоренсе Даррелле и его первой жене Нэнси) и сборник стихов под одноимённым названием, ранее не издававшиеся.
Теодор Стефанидес умер 13 апреля 1983 года в лондонском районе Килберн. Ему посвящены книги: «The Greek Islands» (1978) Лоренса Даррелла; «Птицы, звери и родственники» (1969) и «The Amateur Naturalist» (1982) Джеральда Даррелла. В посвящении «The Amateur Naturalist» Джеральд Даррелл написал:

Эта книга посвящается Тео, моему учителю и другу, без чьей помощи я бы ничего не достиг.
Оригинальный текст (англ.)This book is for Theo my mentor and friend, without whose guidance I would have achieved nothing.
— Джеральд Даррелл, посвящение "The Amateur Naturalist"

## Личные черты
Современники отмечали высокую образованность, широкую эрудицию и добродушный характер Теодора. Генри Миллер описал Стефанидеса как знатока природы от микроскопических существ до звёзд и «святого с головы до ног». Особенно обращали внимание на его юмор, описанный, например, Джеральдом Дарреллом в книге «Моя семья и другие животные» и других.
В молодости Теодор принадлежал к либеральным греческим кругам и окружению премьер-министра Венизелоса. Он не одобрял действия консервативного греческого короля Константина I, и был наказан гауптвахтой в декабре 1921 года за отказ праздновать годовщину возвращения монарха в Грецию. Стефанидес дружил с прогрессивными греческими литераторами «поколения 30-х» и противостоял консерваторам. Однако позднее, пережив две мировые войны и став свидетелем нацистского режима, в зрелом возрасте перешёл на консервативные позиции, в частности сочувствовал режиму «черных полковников», несмотря на противоположную позицию большинства его семьи.
Стефанидес очень любил Корфу и прилагал усилия к защите природы острова. Он учил крестьян бороться с перевыпасом скота и эрозией грунтов, рассыпал из окна автомобиля семена деревьев для их распространения.

## Память

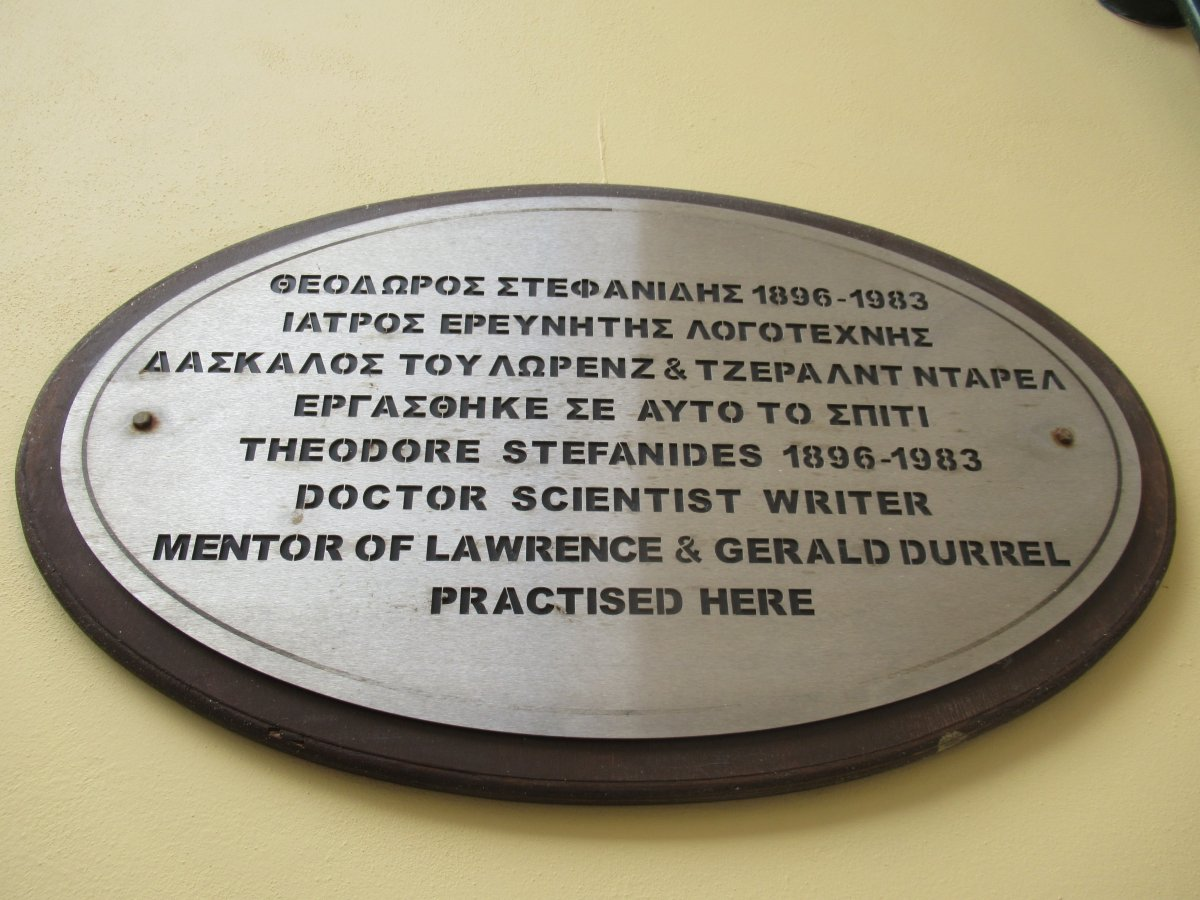
Мемориальная доска в честь Теодора Стефанидиса в Керкире, на здании, в котором в 1930-х годах располагалась его лаборатория и приемная

В честь Теодора Стефанидеса названы 3 вида микроскопических пресноводных ракообразных:
- Cytherois stephanidesi Klie, 1938 (Ostracoda)
- Schizopera stephanidesi Pesta, 1938 (Copepoda)
- Thermocyclops stephanidesi Kiefer, 1938 (Copepoda).

Вероятно, в его честь был назван также подвид Diaptomus dudichi stephanidesi Pesta, 1935, позднее выделенный в отдельный вид Arctodiaptomus stephanidesi Pesta, 1935.
Теодор Стефанидес является персонажем четырёх книг Джеральда Даррелла: «Моя семья и другие животные», «Птицы, звери и родственники», «Сад богов» и «Филе из камбалы», книг Лоуренса Даррелла «Пещера Просперо» и Генри Миллера «Колосс маруссийский». Джеральд Даррелл также посвятил ему свою книгу «Натуралист-любитель».
Греко-французский астроном и селенограф Феликс Ламек предлагал назвать лунный кратер Рёмер у Залива Любви кратером Стефанидеса, но Международный астрономический союз отклонил это предложение.

### Киновоплощения
В 10-серийном телесериале Би-Би-Си «Моя семья и другие животные» 1987 года роль Теодора сыграл британский актёр Кристофер Годвин. В 1,5-часовом фильме «Моя семья и другие животные» 2005 года его роль сыграл английский актёр Крис Ланхем. В сериале ITV (Television Network) «Дарреллы» 2016—2019 годов роль Стефанидеса сыграл греческий актер Йоргос Карамихос. 